# Seznam prezidentských vet Václava Havla
Prezidentské veto je v právním řádu České republiky jednou z absolutních pravomocí prezidenta, která vyplývá z článku 50 Ústavy ČR. Prezident má možnost s odůvodněním vrátit zákon schválený parlamentem zpět k novému projednání. Poslanecká sněmovna může setrvat na původním návrhu zákona a přehlasovat prezidentské veto nadpoloviční většinou všech poslanců.
Prvním prezidentem v historii samostatné České republiky byl Václav Havel. Toto je chronologicky řazený seznam zákonů vrácených prezidentem Václavem Havlem během jeho dvou funkčních období od února 1993 do února 2003. Do seznamu není zahrnuto období působení Václava Havla v roli československého prezidenta od prosince 1989 do července 1992.
Některé další zákony prezident podepsal s průvodním dopisem, ve kterém upozornil na svoje výhrady, a to pokud přínos zákona převážil nad dílčími, i když zásadními výhradami. Takové zákony nejsou v seznamu zahrnuty. V některých z těchto případů řešil své výhrady formou podání k Ústavnímu soudu. Tuto možnost využil i u několika vrácených zákonů, pokud bylo jeho veto přehlasováno.
Prezident použil veto čtyřiadvacetkrát, přičemž ve dvou případech vrátil sněmovně najednou dvě související a společně projednávané novely zákonů. Celkem tedy vetoval šestadvacet zákonů a novel zákonů, v tom tři zákony, pět zákonů spojených s novelami jiných zákonů a osmnáct novel. Poslanecká sněmovna v jednadvaceti případech prezidentovo veto přehlasovala. Čtyřikrát se ve sněmovně nenašlo potřebných 101 hlasů k přehlasování veta. V jednom případě byla vrácená novela zákona sněmovnou přijata bez hlasování, prezident podal návrh Ústavnímu soudu na její zrušení a Ústavní soud mu vyhověl.
S ubíhajícími roky prezident používal veto častěji. V letech 1993–1996 uplatnil právo veta šestkrát, v následujícím dvouletém volebním období sněmovny čtyřikrát. Ve volebním období 1998–2002 vracel prezident zákony a novely sněmovně nejčastěji, čtrnáctkrát, ale s nejmenší úspěšností, když ve všech případech sněmovna jeho veto přehlasovala. Od voleb roku 2002 do konce prezidentského mandátu Václav Havel právo veta nepoužil.

## Chronologický přehled

### Poslanecká sněmovna PČR, 1. volební období 1992–1996
Poslanecká sněmovna Parlamentu České republiky zahájila činnost po rozdělení Československa na své první schůzi hned 1. ledna 1993. Předtím působila jako Česká národní rada od červnových voleb 1992. V té době však šlo ještě o Československo a také Václav Havel byl československým prezidentem, takže toto období není v seznamu zahrnuto. Václav Klaus ve vedení koaličního uskupení ODS a KDS sestavil většinovou pravicovou vládu společně s KDU-ČSL a ODA. Prezident využil celkem 7krát svého práva veta.
| Pořadí                                                           | Datum vrácení a prezidentovo odůvodnění                                                                              | Zákon schválený parlamentem dne                                  | Vrácený zákon | Sněmovní tisk č.                                                 | Hlasování sněmovny                                               | Hlasování sněmovny                                               | Hlasování sněmovny                                               | Vyhlášení ve Sbírce zákonů |
| Pořadí                                                           | Datum vrácení a prezidentovo odůvodnění                                                                              | Zákon schválený parlamentem dne                                  | Vrácený zákon | Sněmovní tisk č.                                                 | A                                                                | N                                                                | Z                                                                | Vyhlášení ve Sbírce zákonů |
| První vláda Václava Klause (2. července 1992 – 4. července 1996) | První vláda Václava Klause (2. července 1992 – 4. července 1996)                                                     | První vláda Václava Klause (2. července 1992 – 4. července 1996) | První vláda Václava Klause (2. července 1992 – 4. července 1996) | První vláda Václava Klause (2. července 1992 – 4. července 1996) | První vláda Václava Klause (2. července 1992 – 4. července 1996) | První vláda Václava Klause (2. července 1992 – 4. července 1996) | První vláda Václava Klause (2. července 1992 – 4. července 1996) | První vláda Václava Klause (2. července 1992 – 4. července 1996)                                                                                    |
| ---------------------------------------------------------------- | --- | ---------------------------------------------------------------- | --- | ---------------------------------------------------------------- | ---------------------------------------------------------------- | ---------------------------------------------------------------- | ---------------------------------------------------------------- | --- |
| 1.                                                               | červenec 1993 Nesouhlas s vynětím zavazadel a osob poslanců z celní kontroly a prohlídky.                            | 7. července 1993                                                 | kterým se mění a doplňuje zákon č. 13/1993 Sb., celní zákon, ve znění zákona č. 35/1993 Sb. | 383 a 400                                                        | nebyl přijat                                                     | nebyl přijat                                                     | nebyl přijat                                                     | – |
| 1.                                                               | červenec 1993 Nesouhlas s vynětím zavazadel a osob poslanců z celní kontroly a prohlídky.                            | 7. července 1993                                                 | kterým se mění a doplňuje zákon č. 13/1993 Sb., celní zákon, ve znění zákona č. 35/1993 Sb. | 383 a 400                                                        | 30                                                               | 76                                                               | 49                                                               | – |
| 2.                                                               | 21. prosince 1994 Zrušení osvobozeni charit a nadací od správních poplatků.                                          | 7. prosince 1994                                                 | kterým se mění a doplňuje zákon ČNR č. 368/1992 Sb., o správních poplatcích ve znění zákona č. 72/1994 Sb. a zákona č. 85/1994 Sb. | 1216 a 1339                                                      | 27. prosince 1994 byl přijat                                     | 27. prosince 1994 byl přijat                                     | 27. prosince 1994 byl přijat                                     | 30. prosince 1994 273/1994 Sb. |
| 2.                                                               | 21. prosince 1994 Zrušení osvobozeni charit a nadací od správních poplatků.                                          | 7. prosince 1994                                                 | kterým se mění a doplňuje zákon ČNR č. 368/1992 Sb., o správních poplatcích ve znění zákona č. 72/1994 Sb. a zákona č. 85/1994 Sb. | 1216 a 1339                                                      | 121                                                              | 10                                                               | 61                                                               | 30. prosince 1994 273/1994 Sb. |
| 3.                                                               | 21. prosince 1994 Zákon ponechal vedle sebe dva různé právní režimy opravňující k výkonu stejných činností.          | 8. prosince 1994                                                 | kterým se mění zákon ČNR č. 360/1992 Sb., o výkonu povolání autorizovaných architektů a o výkonu povolání autorizovaných inženýrů a techniků činných ve výstavbě, ve znění zákona č. 164/1993 Sb.                                                                                                  | 1299 a 1346                                                      | 27. prosince 1994 byl přijat                                     | 27. prosince 1994 byl přijat                                     | 27. prosince 1994 byl přijat                                     | 30. prosince 1994 275/1994 Sb. Prezident podal 20. ledna 1995 návrh Ústavnímu soudu na zrušení sporné pasáže, ten mu však 7. června 1995 nevyhověl. |
| 3.                                                               | 21. prosince 1994 Zákon ponechal vedle sebe dva různé právní režimy opravňující k výkonu stejných činností.          | 8. prosince 1994                                                 | kterým se mění zákon ČNR č. 360/1992 Sb., o výkonu povolání autorizovaných architektů a o výkonu povolání autorizovaných inženýrů a techniků činných ve výstavbě, ve znění zákona č. 164/1993 Sb.                                                                                                  | 1299 a 1346                                                      | 150                                                              | 14                                                               | 21                                                               | 30. prosince 1994 275/1994 Sb. Prezident podal 20. ledna 1995 návrh Ústavnímu soudu na zrušení sporné pasáže, ten mu však 7. června 1995 nevyhověl. |
| 4.                                                               | 1995 Zákon měl závažné vady a byl nespravedlivý.                                                                     | 20. dubna 1995                                                   | o ocenění některých účastníků národního boje za osvobození v souvislosti s 50. výročím ukončení 2. světové války | 1475 a 1637                                                      | nebyl přijat                                                     | nebyl přijat                                                     | nebyl přijat                                                     | – |
| 4.                                                               | 1995 Zákon měl závažné vady a byl nespravedlivý.                                                                     | 20. dubna 1995                                                   | o ocenění některých účastníků národního boje za osvobození v souvislosti s 50. výročím ukončení 2. světové války | 1475 a 1637                                                      | 78                                                               | 49                                                               | 32                                                               | – |
| 5.                                                               | 1995 Nesouhlas s okamžitou účinností povinnosti výrobců opatřit tabákové výrobky zdravotním poučením.                | 19. dubna 1995                                                   | kterým se mění a doplňuje zákon č. 37/1989 Sb., o ochraně před alkoholismem a jinými toxikomaniemi, ve znění zákona č. 425/1990 Sb. | 1449 a 1631                                                      | nebyl přijat                                                     | nebyl přijat                                                     | nebyl přijat                                                     | – |
| 5.                                                               | 1995 Nesouhlas s okamžitou účinností povinnosti výrobců opatřit tabákové výrobky zdravotním poučením.                | 19. dubna 1995                                                   | kterým se mění a doplňuje zákon č. 37/1989 Sb., o ochraně před alkoholismem a jinými toxikomaniemi, ve znění zákona č. 425/1990 Sb. | 1449 a 1631                                                      | 72                                                               | 48                                                               | 31                                                               | – |
| 6.                                                               | 6. října 1995 Nesouhlas s prodlužováním platnosti lustračních zákonů namísto vzniku zákona nového a trvale platného. | 27. září 1995                                                    | „Lustrační zákony“: kterým se mění zákon ČNR č.279/1992 Sb., o některých dalších předpokladech pro výkon některých funkcí obsazovaných ustanovením nebo jmenováním příslušníků Policie ČR a příslušníků Sboru nápravné výchovy ČR                                                                  | 1865 a 1918                                                      | 18. října 1995 byl přijat                                        | 18. října 1995 byl přijat                                        | 18. října 1995 byl přijat                                        | 13. listopadu 1995 256/1995 Sb. |
| 6.                                                               | 6. října 1995 Nesouhlas s prodlužováním platnosti lustračních zákonů namísto vzniku zákona nového a trvale platného. | 27. září 1995                                                    | „Lustrační zákony“: kterým se mění zákon ČNR č.279/1992 Sb., o některých dalších předpokladech pro výkon některých funkcí obsazovaných ustanovením nebo jmenováním příslušníků Policie ČR a příslušníků Sboru nápravné výchovy ČR                                                                  | 1865 a 1918                                                      | 127                                                              | 45                                                               | 7                                                                | 13. listopadu 1995 256/1995 Sb. |
| 6.                                                               | 6. října 1995 Nesouhlas s prodlužováním platnosti lustračních zákonů namísto vzniku zákona nového a trvale platného. | 27. září 1995                                                    | kterým se mění zákon č. 451/1991 Sb., kterým se stanoví některé další předpoklady pro výkon některých funkcí ve státních orgánech a organizacích ČSFR, České republiky a Slovenské republiky, ve znění nálezu Ústavního soudu ze dne 26.11. 1992, vyhlášeného dne 15.12.1992 v částce 116/1992 Sb. | 1864 a 1917                                                      | 18. října 1995 byl přijat                                        | 18. října 1995 byl přijat                                        | 18. října 1995 byl přijat                                        | 13. listopadu 1995 254/1995 Sb. |
| 6.                                                               | 6. října 1995 Nesouhlas s prodlužováním platnosti lustračních zákonů namísto vzniku zákona nového a trvale platného. | 27. září 1995                                                    | kterým se mění zákon č. 451/1991 Sb., kterým se stanoví některé další předpoklady pro výkon některých funkcí ve státních orgánech a organizacích ČSFR, České republiky a Slovenské republiky, ve znění nálezu Ústavního soudu ze dne 26.11. 1992, vyhlášeného dne 15.12.1992 v částce 116/1992 Sb. | 1864 a 1917                                                      | 128                                                              | 45                                                               | 9                                                                | 13. listopadu 1995 254/1995 Sb. |

### Poslanecká sněmovna PČR, 2. volební období 1996–1998
Poslanecká sněmovna zahájila činnost na své ustavující schůzi 25. června 1996. Vítězná ODS pod vedením Václava Klause sestavila opět pravicovou vládu společně s KDU-ČSL a ODA, která však oproti předchozímu volebnímu období nezískala ve sněmovně většinu. Po téměř jedenapůlročním vládnutí a tzv. sarajevském atentátu podala demisi. Byla ustavena „poloúřednická“ vláda vedená tehdejším guvernérem České národní banky Josefem Tošovským, která vládla do předčasných voleb v červnu 1998. Krátce po jejím nástupu do úřadu proběhla volba prezidenta oběma komorami parlamentu, v níž byl na další funkční období potvrzen Václav Havel. Za vlády Václava Klause prezident vetoval dva zákony a stejný počet také za vlády Josefa Tošovského. Z procesního hlediska představovala zvláštní případ novela zákona na ochranu zvířat proti týrání: Poslanecká sněmovna nepřehlasovala prezidentské veto, nýbrž jen přijala usnesení o tom, že zákon nabývá platnosti z důvodu nedodržení zákonného termínu pro vrácení zákona. Věcí se pak zabýval Ústavní soud.
| Pořadí                                                        | Datum vrácení a prezidentovo odůvodnění | Zákon schválený parlamentem dne                               | Vrácený zákon | Sněmovní tisk č.                                              | Hlasování sněmovny                                            | Hlasování sněmovny                                            | Hlasování sněmovny                                            | Vyhlášení ve Sbírce zákonů |
| Pořadí                                                        | Datum vrácení a prezidentovo odůvodnění | Zákon schválený parlamentem dne                               | Vrácený zákon | Sněmovní tisk č.                                              | A                                                             | N                                                             | Z                                                             | Vyhlášení ve Sbírce zákonů |
| Druhá vláda Václava Klause (4. července 1996 – 2. ledna 1998) | Druhá vláda Václava Klause (4. července 1996 – 2. ledna 1998) | Druhá vláda Václava Klause (4. července 1996 – 2. ledna 1998) | Druhá vláda Václava Klause (4. července 1996 – 2. ledna 1998) | Druhá vláda Václava Klause (4. července 1996 – 2. ledna 1998) | Druhá vláda Václava Klause (4. července 1996 – 2. ledna 1998) | Druhá vláda Václava Klause (4. července 1996 – 2. ledna 1998) | Druhá vláda Václava Klause (4. července 1996 – 2. ledna 1998) | Druhá vláda Václava Klause (4. července 1996 – 2. ledna 1998)                                                                                        |
| ------------------------------------------------------------- | --- | ------------------------------------------------------------- | --- | ------------------------------------------------------------- | ------------------------------------------------------------- | ------------------------------------------------------------- | ------------------------------------------------------------- | --- |
| 7.                                                            | 17. března 1997 Nepřípustná zpětná účinnost zákona. | 22. ledna 1997                                                | kterým se mění a doplňuje zákon č.138/1973 Sb., o vodách (vodní zákon), ve znění zákona ČNR č. 425/1990 Sb., a zákona č. 114/1995 Sb. | 34                                                            | 2. dubna 1997 nebyl přijat                                    | 2. dubna 1997 nebyl přijat                                    | 2. dubna 1997 nebyl přijat                                    | – |
| 7.                                                            | 17. března 1997 Nepřípustná zpětná účinnost zákona. | 22. ledna 1997                                                | kterým se mění a doplňuje zákon č.138/1973 Sb., o vodách (vodní zákon), ve znění zákona ČNR č. 425/1990 Sb., a zákona č. 114/1995 Sb. | 34                                                            | 34                                                            | 83                                                            | 28                                                            | – |
| 8.                                                            | 30. června 1997 Nesouhlas s používáním živých zvířat při výcviku zvířat. | 12. června 1997                                               | kterým se mění zákon ČNR č.246/1992 Sb., na ochranu zvířat proti týrání, ve znění pozdějších předpisů. | 99                                                            | 5. září 1997 byl usnesením sněmovny přijat bez hlasování      | 5. září 1997 byl usnesením sněmovny přijat bez hlasování      | 5. září 1997 byl usnesením sněmovny přijat bez hlasování      | 30. září 1997 243/1997 Sb. Prezident podal téhož dne návrh Ústavnímu soudu na zrušení a ten mu 17. prosince 1998 vyhověl svým nálezem č. 30/1998 Sb. |
| 8.                                                            | 30. června 1997 Nesouhlas s používáním živých zvířat při výcviku zvířat. | 12. června 1997                                               | kterým se mění zákon ČNR č.246/1992 Sb., na ochranu zvířat proti týrání, ve znění pozdějších předpisů. | 99                                                            | 97                                                            | 77                                                            | 9                                                             | 30. září 1997 243/1997 Sb. Prezident podal téhož dne návrh Ústavnímu soudu na zrušení a ten mu 17. prosince 1998 vyhověl svým nálezem č. 30/1998 Sb. |
| Vláda Josefa Tošovského (2. ledna 1998 – 22. července 1998)   | |                                                               | |                                                               |                                                               |                                                               |                                                               | |
| 9.                                                            | 6. dubna 1998 Obava z dopadu tvrdosti zákona na drobné konzumenty drog. | 18. března 1998                                               | kterým se mění a doplňuje zákon č. 140/1961 Sb., trestní zákon, ve znění pozdějších předpisů, a zákon České národní rady č. 200/1990 Sb., o přestupcích, ve znění pozdějších předpisů Novela zpřísňovala jmenované zákony v oblasti drogové problematiky. | 179                                                           | 12. května 1998 byl přijat                                    | 12. května 1998 byl přijat                                    | 12. května 1998 byl přijat                                    | 29. května 1998 112/1998 Sb. |
| 9.                                                            | 6. dubna 1998 Obava z dopadu tvrdosti zákona na drobné konzumenty drog. | 18. března 1998                                               | kterým se mění a doplňuje zákon č. 140/1961 Sb., trestní zákon, ve znění pozdějších předpisů, a zákon České národní rady č. 200/1990 Sb., o přestupcích, ve znění pozdějších předpisů Novela zpřísňovala jmenované zákony v oblasti drogové problematiky. | 179                                                           | 128                                                           | 43                                                            | 17                                                            | 29. května 1998 112/1998 Sb. |
| 10.                                                           | 25. května 1998 Věcné chyby, zejména diskriminace, které se zákon dopustil vyloučením právnických osob se zahraniční majetkovou účastí a fyzických osob z organizování spotřebitelských soutěží. | 12. května 1998                                               | kterým se mění a doplňuje zákon České národní rady č. 202/1990 Sb., o loteriích a jiných podobných hrách, ve znění zákona č. 70/1994 Sb., a o změně a doplnění dalších zákonů                                                                             | 300                                                           | 18. června 1998 byl přijat                                    | 18. června 1998 byl přijat                                    | 18. června 1998 byl přijat                                    | 8. července 1998 149/1998 Sb. |
| 10.                                                           | 25. května 1998 Věcné chyby, zejména diskriminace, které se zákon dopustil vyloučením právnických osob se zahraniční majetkovou účastí a fyzických osob z organizování spotřebitelských soutěží. | 12. května 1998                                               | kterým se mění a doplňuje zákon České národní rady č. 202/1990 Sb., o loteriích a jiných podobných hrách, ve znění zákona č. 70/1994 Sb., a o změně a doplnění dalších zákonů                                                                             | 300                                                           | 133                                                           | 33                                                            | 25                                                            | 8. července 1998 149/1998 Sb. |

### Poslanecká sněmovna PČR, 3. volební období 1998–2002
Poslanecká sněmovna zahájila činnost na své ustavující schůzi 15. července 1998. Z mimořádných voleb vzešla vítězně ČSSD, levice však nezískala ve sněmovně většinu a ani strany pravice a středu se na společném vládnutí nedokázaly dohodnout. Vznikla tak „jednobarevná“ sociálně demokratická menšinová vláda Miloše Zemana, která vládla díky tzv. opoziční smlouvě s ODS. V průběhu jejího úřadování prezident Havel využil své právo veta nejčastěji, celkem 14krát.
| Pořadí                                                      | Datum vrácení a prezidentovo odůvodnění | Zákon schválený parlamentem dne                             | Vrácený zákon | Sněmovní tisk č.                                            | Hlasování sněmovny                                          | Hlasování sněmovny                                          | Hlasování sněmovny                                          | Vyhlášení ve Sbírce zákonů |
| Pořadí                                                      | Datum vrácení a prezidentovo odůvodnění | Zákon schválený parlamentem dne                             | Vrácený zákon | Sněmovní tisk č.                                            | A                                                           | N                                                           | Z                                                           | Vyhlášení ve Sbírce zákonů |
| Vláda Miloše Zemana (22. července 1998 – 15. července 2002) | Vláda Miloše Zemana (22. července 1998 – 15. července 2002) | Vláda Miloše Zemana (22. července 1998 – 15. července 2002) | Vláda Miloše Zemana (22. července 1998 – 15. července 2002) | Vláda Miloše Zemana (22. července 1998 – 15. července 2002) | Vláda Miloše Zemana (22. července 1998 – 15. července 2002) | Vláda Miloše Zemana (22. července 1998 – 15. července 2002) | Vláda Miloše Zemana (22. července 1998 – 15. července 2002) | Vláda Miloše Zemana (22. července 1998 – 15. července 2002) |
| ----------------------------------------------------------- | --- | ----------------------------------------------------------- | --- | ----------------------------------------------------------- | ----------------------------------------------------------- | ----------------------------------------------------------- | ----------------------------------------------------------- | --- |
| 11.                                                         | 2. června 1999 Nerovnost mezi různými skupinami oprávněných osob. Vydávání podílu v plné výši zákon nahradil vypořádáváním nároku.                                              | 19. května 1999                                             | kterým se mění zákon č. 42/1992 Sb., o úpravě majetkových vztahů a vypořádání majetkových nároků v družstvech, ve znění pozdějších předpisů, zákon č. 586/1992 Sb., o daních z příjmů, ve znění pozdějších předpisů, a zákon č. 569/1991 Sb., o Pozemkovém fondu České republiky, ve znění pozdějších předpisů | 62                                                          | 29. června 1999 byl přijat                                  | 29. června 1999 byl přijat                                  | 29. června 1999 byl přijat                                  | 15. července 1999 144/1999 Sb. |
| 11.                                                         | 2. června 1999 Nerovnost mezi různými skupinami oprávněných osob. Vydávání podílu v plné výši zákon nahradil vypořádáváním nároku.                                              | 19. května 1999                                             | kterým se mění zákon č. 42/1992 Sb., o úpravě majetkových vztahů a vypořádání majetkových nároků v družstvech, ve znění pozdějších předpisů, zákon č. 586/1992 Sb., o daních z příjmů, ve znění pozdějších předpisů, a zákon č. 569/1991 Sb., o Pozemkovém fondu České republiky, ve znění pozdějších předpisů | 62                                                          | 103                                                         | 85                                                          | 4                                                           | 15. července 1999 144/1999 Sb. |
| 12.                                                         | 16. srpna 1999 Existence odlišných pravidel pro členy vlády, parlamentu a zastupitele při pozastavení výkonu advokacie.                                                         | 29. července 1999                                           | kterým se mění zákon č.85/1996 Sb., o advokacii a zákon č.140/1961 Sb., trestní zákon, ve znění pozdějších předpisů | 134                                                         | 14. září 1999 byl přijat                                    | 14. září 1999 byl přijat                                    | 14. září 1999 byl přijat                                    | 20. září 1999 210/1999 Sb. |
| 12.                                                         | 16. srpna 1999 Existence odlišných pravidel pro členy vlády, parlamentu a zastupitele při pozastavení výkonu advokacie.                                                         | 29. července 1999                                           | kterým se mění zákon č.85/1996 Sb., o advokacii a zákon č.140/1961 Sb., trestní zákon, ve znění pozdějších předpisů | 134                                                         | 173                                                         | 14                                                          | 4                                                           | 20. září 1999 210/1999 Sb. |
| 13.                                                         | 3. února 2000 Řada nedostatků a chyb zákona, jako způsob určení maximální výše poplatku za odvoz odpadu, výběr osoby oprávněné nakládat s komunálním odpadem na území obce atp. | 18. ledna 2000                                              | kterým se mění zákon č. 125/1997 Sb., o odpadech, ve znění zákona č. 167/1998 Sb. | 229                                                         | 22. února 2000 byl přijat                                   | 22. února 2000 byl přijat                                   | 22. února 2000 byl přijat                                   | 29. února 2000 37/2000 Sb. |
| 13.                                                         | 3. února 2000 Řada nedostatků a chyb zákona, jako způsob určení maximální výše poplatku za odvoz odpadu, výběr osoby oprávněné nakládat s komunálním odpadem na území obce atp. | 18. ledna 2000                                              | kterým se mění zákon č. 125/1997 Sb., o odpadech, ve znění zákona č. 167/1998 Sb. | 229                                                         | 116                                                         | 36                                                          | 25                                                          | 29. února 2000 37/2000 Sb. |
| 14.                                                         | 26. června 2000 Odmítnutí změn volebních zákonů, totiž zvýšení počtu volebních krajů, nového způsobu přepočtu hlasů na mandáty, pravidla o příspěvcích za hlasy a další.        | 7. července 2000                                            | kterým se mění zákon č. 247/1995 Sb., o volbách do Parlamentu České republiky a o změně a doplnění některých dalších zákonů, ve znění zákona č. 212/1996 Sb. a nálezu Ústavního soudu uveřejněného pod č. 243/1999 Sb., zákon č. 99/1963 Sb., občanský soudní řád, ve znění pozdějších předpisů, a zákon č. 2/1969 Sb., o zřízení ministerstev a jiných ústředních orgánů státní správy České republiky, ve znění pozdějších předpisů | 585                                                         | 10. července 2000 byl přijat                                | 10. července 2000 byl přijat                                | 10. července 2000 byl přijat                                | 14. července 2000 204/2000 Sb. Prezident podal 15. července 2000 návrh Ústavnímu soudu na zrušení sporné pasáže a ten mu 24. ledna 2001 vyhověl svým nálezem č. 64/2001 Sb.         |
| 14.                                                         | 26. června 2000 Odmítnutí změn volebních zákonů, totiž zvýšení počtu volebních krajů, nového způsobu přepočtu hlasů na mandáty, pravidla o příspěvcích za hlasy a další.        | 7. července 2000                                            | kterým se mění zákon č. 247/1995 Sb., o volbách do Parlamentu České republiky a o změně a doplnění některých dalších zákonů, ve znění zákona č. 212/1996 Sb. a nálezu Ústavního soudu uveřejněného pod č. 243/1999 Sb., zákon č. 99/1963 Sb., občanský soudní řád, ve znění pozdějších předpisů, a zákon č. 2/1969 Sb., o zřízení ministerstev a jiných ústředních orgánů státní správy České republiky, ve znění pozdějších předpisů | 585                                                         | 124                                                         | 4                                                           | 1                                                           | 14. července 2000 204/2000 Sb. Prezident podal 15. července 2000 návrh Ústavnímu soudu na zrušení sporné pasáže a ten mu 24. ledna 2001 vyhověl svým nálezem č. 64/2001 Sb.         |
| 15.                                                         | 11. července 2000 Nevýhodnost změn dotací za hlas pro malé strany. | 7. července 2000                                            | kterým se mění zákon č. 424/1991 Sb., o sdružování v politických stranách a v politických hnutích, ve znění pozdějších předpisů, zákon č. 586/1992 Sb., o daních z příjmů, ve znění pozdějších předpisů, a zákon č. 357/1992 Sb., o dani dědické, dani darovací a dani z převodu nemovitostí, ve znění pozdějších předpisů | 513                                                         | 14. září 2000 byl přijat                                    | 14. září 2000 byl přijat                                    | 14. září 2000 byl přijat                                    | 27. září 2000 340/2000 Sb. Prezident podal 2. listopadu 2000 návrh Ústavnímu soudu na zrušení sporné pasáže a ten mu 27. února 2001 vyhověl svým nálezem č. 278/2001 Sb.            |
| 15.                                                         | 11. července 2000 Nevýhodnost změn dotací za hlas pro malé strany. | 7. července 2000                                            | kterým se mění zákon č. 424/1991 Sb., o sdružování v politických stranách a v politických hnutích, ve znění pozdějších předpisů, zákon č. 586/1992 Sb., o daních z příjmů, ve znění pozdějších předpisů, a zákon č. 357/1992 Sb., o dani dědické, dani darovací a dani z převodu nemovitostí, ve znění pozdějších předpisů | 513                                                         | 149                                                         | 30                                                          | 6                                                           | 27. září 2000 340/2000 Sb. Prezident podal 2. listopadu 2000 návrh Ústavnímu soudu na zrušení sporné pasáže a ten mu 27. února 2001 vyhověl svým nálezem č. 278/2001 Sb.            |
| 16.                                                         | 30. října 2000 Zákon omezuje samostatnost České národní banky (ČNB), definuje hlavní cíl ČNB jinak než ústava, zavádí jmenování členů rady ČNB jinak než je v ústavě.           | 27. října 2000                                              | kterým se mění zákon č. 6/1993 Sb., o České národní bance, ve znění pozdějších předpisů, a zákon č. 166/1993 Sb., o Nejvyšším kontrolním úřadu, ve znění pozdějších předpisů | 537                                                         | 6. a 7. prosince 2000 byl přijat                            | 6. a 7. prosince 2000 byl přijat                            | 6. a 7. prosince 2000 byl přijat                            | 22. prosince 2000 442/2000 Sb. Prezident podal téhož dne návrh Ústavnímu soudu na zrušení sporné pasáže a ten mu 20. června 2001 z větší části vyhověl svým nálezem č. 278/2001 Sb. |
| 16.                                                         | 30. října 2000 Zákon omezuje samostatnost České národní banky (ČNB), definuje hlavní cíl ČNB jinak než ústava, zavádí jmenování členů rady ČNB jinak než je v ústavě.           | 27. října 2000                                              | kterým se mění zákon č. 6/1993 Sb., o České národní bance, ve znění pozdějších předpisů, a zákon č. 166/1993 Sb., o Nejvyšším kontrolním úřadu, ve znění pozdějších předpisů | 537                                                         | 122                                                         | 46                                                          | 1                                                           | 22. prosince 2000 442/2000 Sb. Prezident podal téhož dne návrh Ústavnímu soudu na zrušení sporné pasáže a ten mu 20. června 2001 z větší části vyhověl svým nálezem č. 278/2001 Sb. |
| 17.                                                         | 16. listopadu 2000 Opětný nesouhlas se zákonem, který měl již být dávno nahrazen zákonem o státní službě.                                                                       | 25. října 2000                                              | „Lustrační zákony“: kterým se mění zákon č. 451/1991 Sb., kterým se stanoví některé další předpoklady pro výkon některých funkcí ve státních orgánech a organizacích České a Slovenské Federativní Republiky, České republiky a Slovenské republiky, ve znění pozdějších předpisů | 596                                                         | 28. listopadu 2000 byl přijat                               | 28. listopadu 2000 byl přijat                               | 28. listopadu 2000 byl přijat                               | 13. prosince 2000 422/2000 Sb. |
| 17.                                                         | 16. listopadu 2000 Opětný nesouhlas se zákonem, který měl již být dávno nahrazen zákonem o státní službě.                                                                       | 25. října 2000                                              | „Lustrační zákony“: kterým se mění zákon č. 451/1991 Sb., kterým se stanoví některé další předpoklady pro výkon některých funkcí ve státních orgánech a organizacích České a Slovenské Federativní Republiky, České republiky a Slovenské republiky, ve znění pozdějších předpisů | 596                                                         | 115                                                         | 71                                                          | 9                                                           | 13. prosince 2000 422/2000 Sb. |
| 17.                                                         | 16. listopadu 2000 Opětný nesouhlas se zákonem, který měl již být dávno nahrazen zákonem o státní službě.                                                                       | 25. října 2000                                              | kterým se mění zákon č. 279/1992 Sb., o některých dalších předpokladech pro výkon některých funkcí obsazovaných ustanovením nebo jmenováním příslušníků Policie České republiky a příslušníků Sboru nápravné výchovy České republiky, ve znění pozdějších předpisů | 597                                                         | 28. listopadu 2000 byl přijat                               | 28. listopadu 2000 byl přijat                               | 28. listopadu 2000 byl přijat                               | 13. prosince 2000 424/2000 Sb. |
| 17.                                                         | 16. listopadu 2000 Opětný nesouhlas se zákonem, který měl již být dávno nahrazen zákonem o státní službě.                                                                       | 25. října 2000                                              | kterým se mění zákon č. 279/1992 Sb., o některých dalších předpokladech pro výkon některých funkcí obsazovaných ustanovením nebo jmenováním příslušníků Policie České republiky a příslušníků Sboru nápravné výchovy České republiky, ve znění pozdějších předpisů | 597                                                         | 109                                                         | 73                                                          | 12                                                          | 13. prosince 2000 424/2000 Sb. |
| 18.                                                         | 13. dubna 2001 Řešení příspěvků politickým stranám v nesouvisejícím zákoně o státním dluhopisovém programu…                                                                     | 4. dubna 2001                                               | o státním dluhopisovém programu na úhradu závazků plynoucích ze Smlouvy mezi vládou České republiky, vládou Slovenské republiky a vládou Spolkové republiky Německo o ukončení vzájemného zúčtovacího styku v převoditelných rublech a vypořádání vzájemných závazků a pohledávek, které vznikly jako saldo v převoditelných rublech ve prospěch Spolkové republiky Německo, o změně zákona č. 407/2000 Sb., o státním dluhopisovém programu na částečnou náhradu škody zemědělským subjektům postiženým suchem v roce 2000, a o změně zákona č. 424/1991 Sb., o sdružování v politických stranách a v politických hnutích, ve znění pozdějších předpisů | 674                                                         | 15. května 2001 byl přijat                                  | 15. května 2001 byl přijat                                  | 15. května 2001 byl přijat                                  | 22. května 2001 170/2001 Sb. |
| 18.                                                         | 13. dubna 2001 Řešení příspěvků politickým stranám v nesouvisejícím zákoně o státním dluhopisovém programu…                                                                     | 4. dubna 2001                                               | o státním dluhopisovém programu na úhradu závazků plynoucích ze Smlouvy mezi vládou České republiky, vládou Slovenské republiky a vládou Spolkové republiky Německo o ukončení vzájemného zúčtovacího styku v převoditelných rublech a vypořádání vzájemných závazků a pohledávek, které vznikly jako saldo v převoditelných rublech ve prospěch Spolkové republiky Německo, o změně zákona č. 407/2000 Sb., o státním dluhopisovém programu na částečnou náhradu škody zemědělským subjektům postiženým suchem v roce 2000, a o změně zákona č. 424/1991 Sb., o sdružování v politických stranách a v politických hnutích, ve znění pozdějších předpisů | 674                                                         | 160                                                         | 3                                                           | 19                                                          | 22. května 2001 170/2001 Sb. |
| 19.                                                         | 13. dubna 2001 Nevhodnost speciálního jednorázového zákona, navíc vstupujícího do existujících správních řízení.                                                                | 4. dubna 2001                                               | o dálničním obchvatu Plzně | 758                                                         | 15. května 2001 byl přijat                                  | 15. května 2001 byl přijat                                  | 15. května 2001 byl přijat                                  | 22. května 2001 168/2001 Sb. |
| 19.                                                         | 13. dubna 2001 Nevhodnost speciálního jednorázového zákona, navíc vstupujícího do existujících správních řízení.                                                                | 4. dubna 2001                                               | o dálničním obchvatu Plzně | 758                                                         | 145                                                         | 13                                                          | 20                                                          | 22. května 2001 168/2001 Sb. |
| 20.                                                         | 7. června 2001 Nesouhlas s různými body zákona, např. prodloužením licencí, způsobem přidělování licencí, poplatky za licence a jiným.                                          | 17. května 2001                                             | o provozování rozhlasového a televizního vysílání a o změně dalších zákonů | 717                                                         | 26. června 2001 byl přijat                                  | 26. června 2001 byl přijat                                  | 26. června 2001 byl přijat                                  | 4. července 2001 231/2001 Sb. |
| 20.                                                         | 7. června 2001 Nesouhlas s různými body zákona, např. prodloužením licencí, způsobem přidělování licencí, poplatky za licence a jiným.                                          | 17. května 2001                                             | o provozování rozhlasového a televizního vysílání a o změně dalších zákonů | 717                                                         | 135                                                         | 36                                                          | 5                                                           | 4. července 2001 231/2001 Sb. |
| 21.                                                         | 6. prosince 2001 Podle prezidenta zákon církvím znemožnil samostatně zřizovat zařízení sociálních služeb a zdravotnická.                                                        | 27. listopadu 2001                                          | o svobodě náboženského vyznání a postavení církví a náboženských společností a o změně některých zákonů (zákon o církvích a náboženských společnostech) | 919                                                         | 18. prosince 2001 byl přijat                                | 18. prosince 2001 byl přijat                                | 18. prosince 2001 byl přijat                                | 7. ledna 2002 3/2002 Sb. |
| 21.                                                         | 6. prosince 2001 Podle prezidenta zákon církvím znemožnil samostatně zřizovat zařízení sociálních služeb a zdravotnická.                                                        | 27. listopadu 2001                                          | o svobodě náboženského vyznání a postavení církví a náboženských společností a o změně některých zákonů (zákon o církvích a náboženských společnostech) | 919                                                         | 121                                                         | 48                                                          | 10                                                          | 7. ledna 2002 3/2002 Sb. |
| 22.                                                         | 21. února 2002 Obava z možného zneužití institutu „smluvní rodiny“. | 5. února 2002                                               | o výkonu ústavní výchovy nebo ochranné výchovy ve školských zařízeních a o preventivně výchovné péči ve školských zařízeních (zákon o ústavní výchově) a o změně dalších zákonů | 837                                                         | 12. března 2002 byl přijat                                  | 12. března 2002 byl přijat                                  | 12. března 2002 byl přijat                                  | 29. března 2002 109/2002 Sb. |
| 22.                                                         | 21. února 2002 Obava z možného zneužití institutu „smluvní rodiny“. | 5. února 2002                                               | o výkonu ústavní výchovy nebo ochranné výchovy ve školských zařízeních a o preventivně výchovné péči ve školských zařízeních (zákon o ústavní výchově) a o změně dalších zákonů | 837                                                         | 112                                                         | 54                                                          | 15                                                          | 29. března 2002 109/2002 Sb. |
| 23.                                                         | 28. března 2002 Stát by neměl vyplácet z rozpočtu dávky za zaměstnavatele. | 14. března 2002                                             | o přechodném financování některých sociálně zdravotních dávek horníků | 946                                                         | 9. dubna 2002 byl přijat                                    | 9. dubna 2002 byl přijat                                    | 9. dubna 2002 byl přijat                                    | 16. dubna 2002 154/2002 Sb. |
| 23.                                                         | 28. března 2002 Stát by neměl vyplácet z rozpočtu dávky za zaměstnavatele. | 14. března 2002                                             | o přechodném financování některých sociálně zdravotních dávek horníků | 946                                                         | 107                                                         | 53                                                          | 13                                                          | 16. dubna 2002 154/2002 Sb. |
| 24.                                                         | 23. dubna 2002 Nesouhlas s neúčastí Senátu ve volbě rady ČT a ČRo, se schvalováním Kodexu ČT v poslanecké sněmovně                                                              | 9. dubna 2002                                               | kterým se mění zákon č. 484/1991 Sb., o Českém rozhlasu, ve znění pozdějších předpisů, a o změně dalších zákonů | 976                                                         | 9. května 2002 byl přijat                                   | 9. května 2002 byl přijat                                   | 9. května 2002 byl přijat                                   | 22. května 2002 192/2002 Sb. |
| 24.                                                         | 23. dubna 2002 Nesouhlas s neúčastí Senátu ve volbě rady ČT a ČRo, se schvalováním Kodexu ČT v poslanecké sněmovně                                                              | 9. dubna 2002                                               | kterým se mění zákon č. 484/1991 Sb., o Českém rozhlasu, ve znění pozdějších předpisů, a o změně dalších zákonů | 976                                                         | 132                                                         | 35                                                          | 18                                                          | 22. května 2002 192/2002 Sb. |

### Poslanecká sněmovna PČR, 4. volební období 2002–2006
Poslanecká sněmovna zahájila činnost na své ustavující schůzi 9. července 2002. Levicové strany ve volbách získaly pohodlnou většinu. Sociálně demokratický premiér Vladimír Špidla sestavil „středovou“ vládní koalici s KDU-ČSL a US-DEU, která měla ve sněmovně těsnou většinu. Dne 2. února 2003 vypršel Václavu Havlovi mandát a do úřadu byl poté zvolen Václav Klaus. Prezident Havel do konce svého funkčního období již žádný zákon nevetoval.
| Pořadí                                                     | Datum vrácení a prezidentovo odůvodnění                    | Zákon schválený parlamentem dne                            | Vrácený zákon                                              | Sněmovní tisk č.                                           | Hlasování sněmovny                                         | Hlasování sněmovny                                         | Hlasování sněmovny                                         | Vyhlášení ve Sbírce zákonů                                 |
| Pořadí                                                     | Datum vrácení a prezidentovo odůvodnění                    | Zákon schválený parlamentem dne                            | Vrácený zákon                                              | Sněmovní tisk č.                                           | A                                                          | N                                                          | Z                                                          | Vyhlášení ve Sbírce zákonů                                 |
| Vláda Vladimíra Špidly (15. července 2002 – 4. srpna 2004) | Vláda Vladimíra Špidly (15. července 2002 – 4. srpna 2004) | Vláda Vladimíra Špidly (15. července 2002 – 4. srpna 2004) | Vláda Vladimíra Špidly (15. července 2002 – 4. srpna 2004) | Vláda Vladimíra Špidly (15. července 2002 – 4. srpna 2004) | Vláda Vladimíra Špidly (15. července 2002 – 4. srpna 2004) | Vláda Vladimíra Špidly (15. července 2002 – 4. srpna 2004) | Vláda Vladimíra Špidly (15. července 2002 – 4. srpna 2004) | Vláda Vladimíra Špidly (15. července 2002 – 4. srpna 2004) |
| ---------------------------------------------------------- | ---------------------------------------------------------- | ---------------------------------------------------------- | ---------------------------------------------------------- | ---------------------------------------------------------- | ---------------------------------------------------------- | ---------------------------------------------------------- | ---------------------------------------------------------- | ---------------------------------------------------------- |
| Prezident v tomto období nevetoval žádný zákon.            |                                                            |                                                            |                                                            |                                                            |                                                            |                                                            |                                                            |                                                            |